# Переволочная (Львовская область)
Переволочная (укр. Переволочна) — село в Бусской городской общине Золочевского района Львовской области Украины.
Население по переписи 2001 года составляло 522 человека. Занимает площадь 3,301 км². Почтовый индекс — 80525. Телефонный код — 3264.

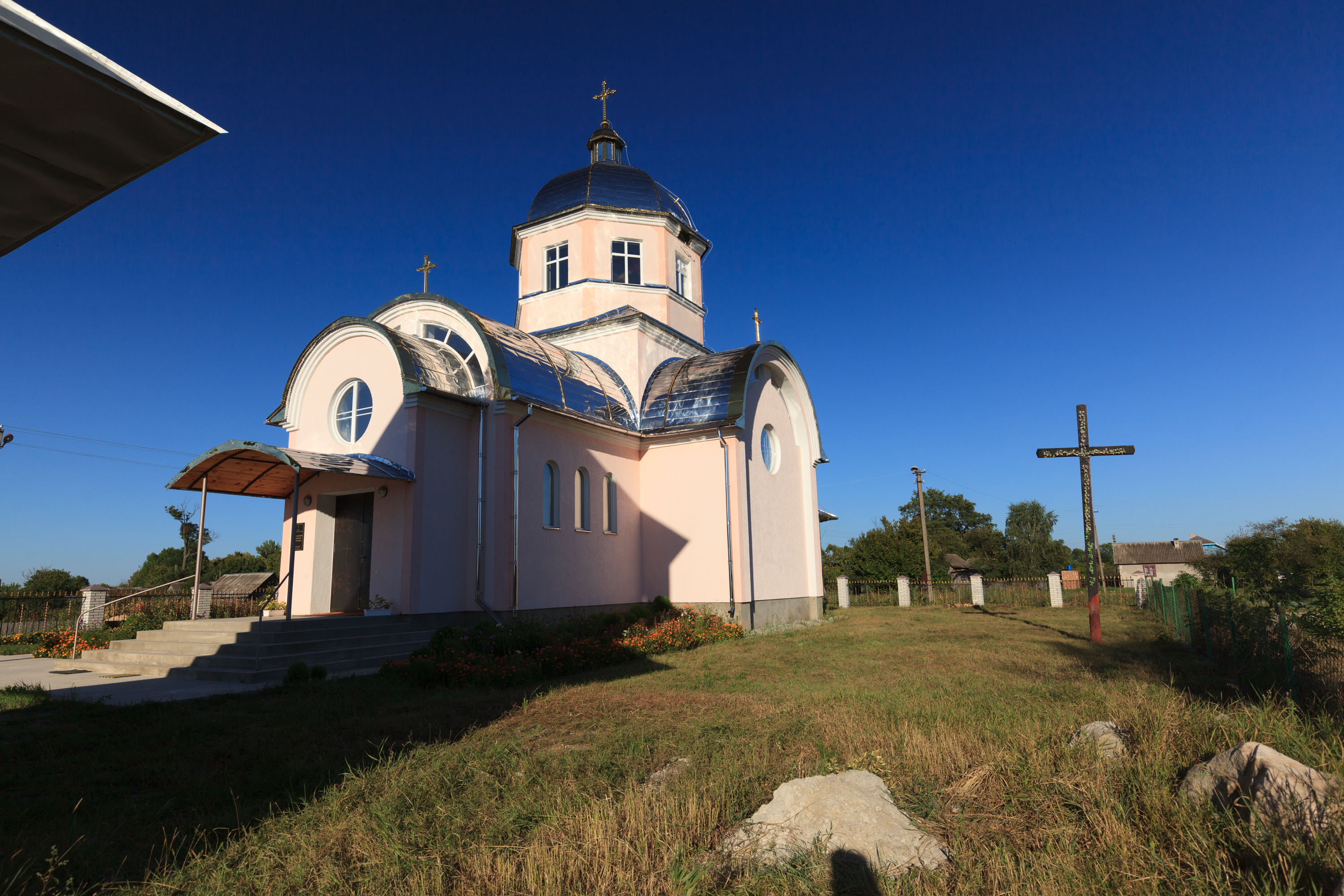
Церковь Введения Богородицы в храм, 1754